# Snowboarden

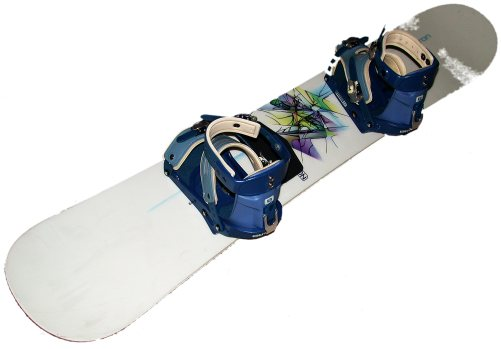
Een freestyle-snowboard

Snowboarden is een sport waarbij men op een board met vastgemaakte schoenen afdaalt van een besneeuwde berghelling of piste. De sport snowboarden is afgeleid van het golfsurfen (de oorsprong van de meeste boardsports). Het moderne snowboarden komt van surfers die een houten plank aan hun voeten hadden vastgebonden om zo door de losse sneeuw van de berg af te glijden. Sinds die tijd is er veel aan het snowboard veranderd. Zo hebben ze een ronding gekregen met stalen kanten zodat men ook op de geprepareerde banen kan.
Net als andere wintersporten kan snowboarden een gevaarlijke sport zijn. De meest voorkomende ongelukken bij het snowboarden zijn polsbreuken en andere kwetsuren aan armen of schouders. Bij het freestylen komen ook regelmatig hoofdletsels voor. Snowboarden is over het algemeen minder gevaarlijk voor knieën en enkels t.o.v. het alpine skiën.

## Subdisciplines
Bij het snowboarden worden verschillende subdisciplines onderscheiden, namelijk freeride, freestyle, en alpineboarden. 
Freeride-snowboarden is snowboarden buiten de pistes. Buiten de pistes (off-piste) ligt losse poedersneeuw. Off-piste kan gevaarlijk zijn door onder andere een sterk verhoogd lawinegevaar.
Bij freestyle-snowboarden draait de sport om stunts, tricks en sprongen uithalen. Dit gebeurt meestal op rails, boxen en half-pipes in een snowpark, maar dit is niet vereist: freestylen kan ook zonder al die toestellen. 
Bij het alpineboarden gaat het om snelheid en bochtenwerk. Tijdens wedstrijden (vergelijkbaar met de slalomraces bij het skiën) worden snelheden van rond de 100 km per uur gehaald.
Verder kan men ook gaan touren met een snowboard, al wordt het snowboard dan vaak wel een handicap in vergelijking met tourskiërs. Tijdens het stijgen dient men sneeuwschoenen of een splitboard te gebruiken.

## Snowboard
Over het algemeen geldt dat een snowboard de juiste lengte heeft wanneer het tussen kin en neushoogte komt. Dit is maar ten dele waar: de lengte is eveneens afhankelijk van het gewicht. Een zwaarder persoon heeft een langer board nodig dan een licht persoon. Daarnaast hangt de lengte ook af van de flex (soepelheid), torsie (hoeveelheid draaiing over de lengteas) en het doel waarvoor de plank gebruikt gaat worden. Freestyleboards zijn korter, makkelijker te draaien bij bijvoorbeeld een sprong. Freeride boards zijn langer voor meer stabiliteit bij hogere snelheden en geven de mogelijkheid om beter op de poedersneeuw te "drijven". De positie van de voeten op het snowboard is naast elkaar. Beginnende snowboarders hebben vaak de achterste voet bijna geheel loodrecht op de lengte van de snowboard staan en de voorste voet iets schuiner met de tenen naar voren.
De meeste snowboarders staan met hun linkerbeen voor. Dit wordt ook wel regular genoemd. Wanneer de rechtervoet voor staat heet dit Goofy. Wanneer allebei de voeten naar buiten gedraaid staan heet dit Duckstance. Vooral freestyle snowboarders gebruiken dit om het fakie of switch (achteruit) landen te vergemakkelijken. Door het meer natuurlijke gevoel gebruiken niet alleen freestylers dit. Nadeel is dat deze instelling vermoeiend is voor de gewrichten en pijnlijk is bij veelvuldig gebruik van sleepliften.
Er zijn verschillende soorten boards. Bij het freestyleboard kan zowel de voorkant als de achterkant omhoog lopen, en het board is breed van vorm en getailleerd. Bij het alpineboard loopt alleen de voorkant omhoog en is er minder taille aanwezig. Dit board is duidelijk smaller dan het freestyleboard. Er zijn ook nog wat andere vormen van snowboards die of in de jaren vrijwel verdwenen zijn of als specialistenboards gebruikt worden (zie reuzenslalom).
Om beter te kunnen glijden met het snowboard wordt het gewaxt.
Voor langere afstanden gebruiken freeriders en toursnowboarders vaak sneeuwschoenen of toerski's met stijgvellen om hun snowboard omhoog te brengen. Een opkomend alternatief hiervoor is het "splitboard". Een splitboard is een snowboard wat in de lengte kan worden gesplitst en kan worden omgebouwd tot twee 'tourski's' om (met stijgvellen) te stijgen.

## Techniek
In vergelijking met het Alpineskiën is snowboarden zowel vrijer (minder vormvereisten) als minder complex. Er zijn twee bochten, front-side (tenenkant) en back-side (hielenkant) genoemd. Een backside-bocht vindt plaats als de boarder zich met de rug naar de berg toe draait, en een frontside-bocht als de persoon zich met het gezicht naar de berg toe draait. Deze twee bochten zijn samen met het rutschen (met het board horizontaal op de piste afdalen en uit te spreken als roetsjen) de basis van het snowboarden.

## Relatie met skiën
Terwijl snowboarden in het begin haaks op skiën stond, ziet men dat er sinds 2000 een kruisbestuiving heeft plaatsgevonden en dat de ski-industrie zichzelf aan het heruitvinden is met carvingski's, powderski's en freestyleski's. Zo zijn er tegenwoordig veel skiërs die de halfpipe ingaan. Ook zijn er snowboarders die, gefascineerd door de nieuwe ontwikkelingen op skigebied, weer teruggaan naar het skiën.

## Namen van enkele "tricks"
- 180 spin: sprong met een halve draai om de lengteas.
- 360 spin: sprong met een volledige draai om de lengteas.
- 720 spin: sprong met een volledige dubbele draai om de lengteas.
- 1080 spin: sprong met drie draaien om de lengteas
- Ollie: een soort dolfijnbeweging met het board, waarbij eerst de voorkant loskomt, en dan de achterkant.
- Nollie: dezelfde beweging als de ollie, alleen nu eerst de achterkant los en dan de voorkant.
- Frontflip: een salto voorover in de lucht.
- Backflip: een salto achterwaarts in de lucht.
- Rodeo 540: een salto achterwaarts en een anderhalve draai om de as in de lucht.
- Slide: een trick waarbij het board over een glad oppervlak (meestal een rails of een 'box') glijdt.

Al deze spins kunnen zowel backside (met de rug eerst naar het dal draaien) als frontside (met de voorkant eerst naar het dal draaien) worden uitgevoerd.

## Wedstrijden
Bij het alpineboarden zijn er:

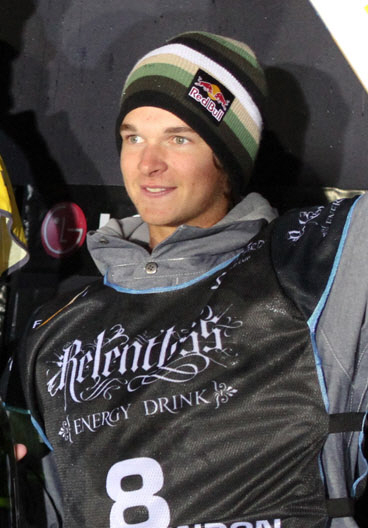
De Belg Seppe Smits: won goud op het wereldkampioenschap in Barcelona in de categorie Slopestyle

- (Kleine) slalom: de standaard slalom met als verschil met de skislalom dat de gates horizontaal verder uit elkaar staan en met aan de binnenkant een klein paaltje (stubbie) en aan de buitenkant een lange paal.
- Reuzenslalom: het verschil met de standaard slalom is dat bij de reuzenslalom de bochten nog groter gemaakt moeten worden en consequent zijn er ook speciale reuzenslalom boards die langer en getailleerder zijn.
- Parallelle slalom ook wel parallelslalom: bij de parallelslaloms worden er 2 slaloms parallel aan elkaar uitgezet en racen 2 snowboarders rechtstreeks tegen elkaar in plaats van alleen aan de hand van de tijd.
- Parallelle reuzenslalom ook wel reuzenparallelslalom: een combinatie van een reuzenslalom met het principe van de parallelle slalom waarbij twee snowboarders rechtstreeks tegen elkaar strijden.
- Snowboard cross ook wel Boardercross: race over een uitgezette bochtige baan met sprongen, waarin vier tot zes boarders tegelijk tegen elkaar afdalen.

Bij het freestyle boarden zijn er de volgende vormen:
- Halfpipe: door het board met hoge snelheid de verticale kanten van de pijp op te sturen verlaat de rider de pijp verticaal, maakt een trick om vervolgens weer met zijn board verticaal de pijp weer in te gaan.
- Slopestyle: een parcours van kickers, gaps, rails en big jumps achter elkaar.
- Big air: bij dit onderdeel worden er een enorme schansen gebouwd en komen vaak de aller grootste en technisch moeilijkste tricks voor.

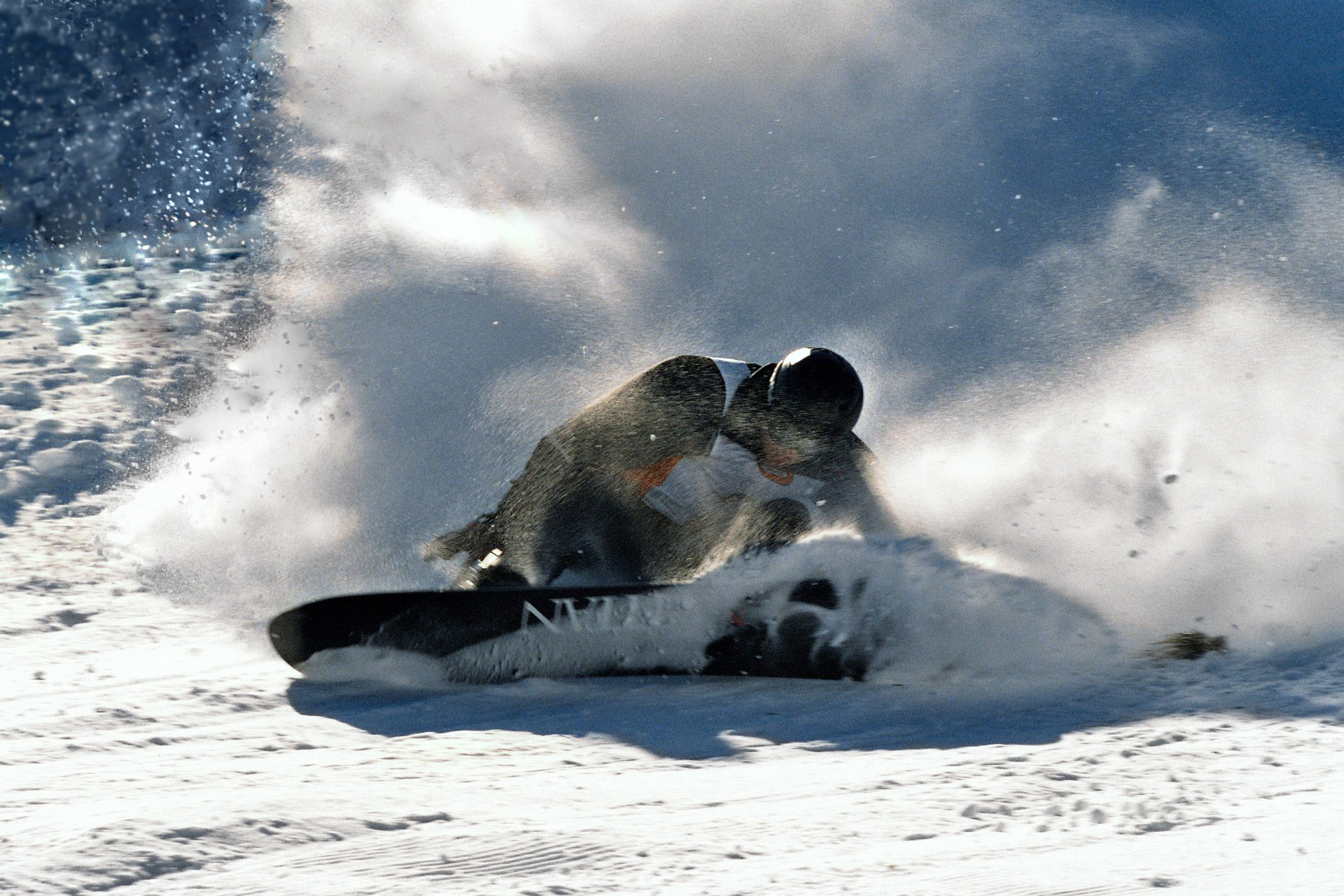
Een snowboarder

De wedstrijdvorm die noch bij de alpine noch bij de freestyle past is de boardercross. Hier suizen 4 tot 6 deelnemers tegelijk door het parcours, wat uit kuipbochten, scherpe bochten en hoogteverschillen bestaat. Hier hebben zowel freestyleboarders als alpineboarders voordelen.

## Internationale wedstrijden

### Winter X-Games
De winter X-games is de wintersport variant van de X-games, een Amerikaanse wedstrijd in extreme sporten. Het wordt live uitgezonden op ESPN, wat in Nederland via digitale televisie te ontvangen is. Naast snowboarden wordt er ook in de sporten skiën en snowmobilen gestreden in de Winter X-Games.